# Gaël Kakuta
Gaël Kakuta (Lille, 21 de junho de 1991) é um futebolista francês que atua como atacante. Atualmente atua no Sakaryaspor.

## Carreira

### Início
Kakuta começou à jogar futebol aos sete anos de idade, após ver seu tio jogando pelo time reserva do Lille. Ele começou sua carreira no clube local US Lille-Moulins. Em sua primeira partida com o clube, eles perderam por 17 à 1, porém a derrota não foi suficiente para abalá-lo. Em 1999, ele chegou ao Lens para jogar pelo time júnior e passou cinco anos lá.

### Chelsea
Kakuta chegou ao Chelsea em 2007 e logo se tornou um dos principais jogadores do time júnior. Ele permaneceu no time júnior até 2009 quando foi promovido para o time principal. Em 8 de dezembro do mesmo ano, fez sua estreia em uma Liga dos Campeões da UEFA contra o APOEL. Ele tornou-se o mais jovem jogador à representar o Chelsea em uma partida da Champions League. No dia 21 de dezembro de 2010, assinou um novo contrato de quatro anos e meio, comprometendo-se com o clube até 2015.

### Empréstimos
No dia 26 de janeiro de 2011, ele se juntou ao Fulham em um empréstimo até o fim da temporada 2010–11. Kakuta fez apenas sete jogos, marcando apenas um gol. Em 31 de agosto do mesmo ano, mais um empréstimo, desta vez ao Bolton em um empréstimo até dezembro, Kakuta fez apenas quatro jogos e não marcou nenhum gol. Em 11 de janeiro de 2012, ainda sem espaço no Chelsea, Kakuta foi novamente emprestado, dessa vez ao Dijon, onde permaneceu até o fim da temporada 2011–12.

## Títulos
Chelsea
- Premier League: 2009–10

Seleção Francesa
- Euro Sub-19: 2010

## Artilharias
Seleção Francesa
- Copa Sendai (Sub-19): 2009 (2 gols)